# Ludwig Güttler

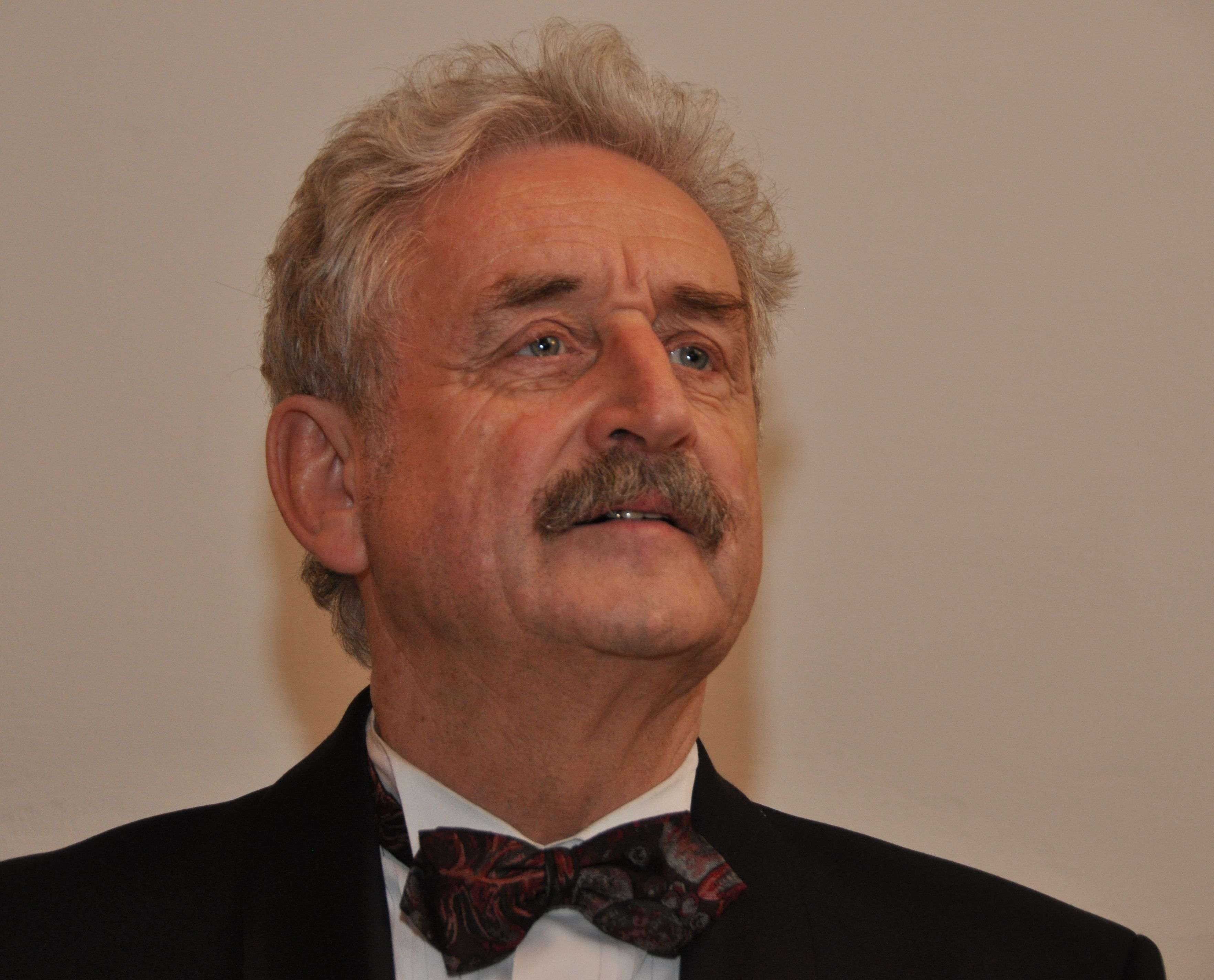
Ludwig Güttler (2015 in Koblenz)

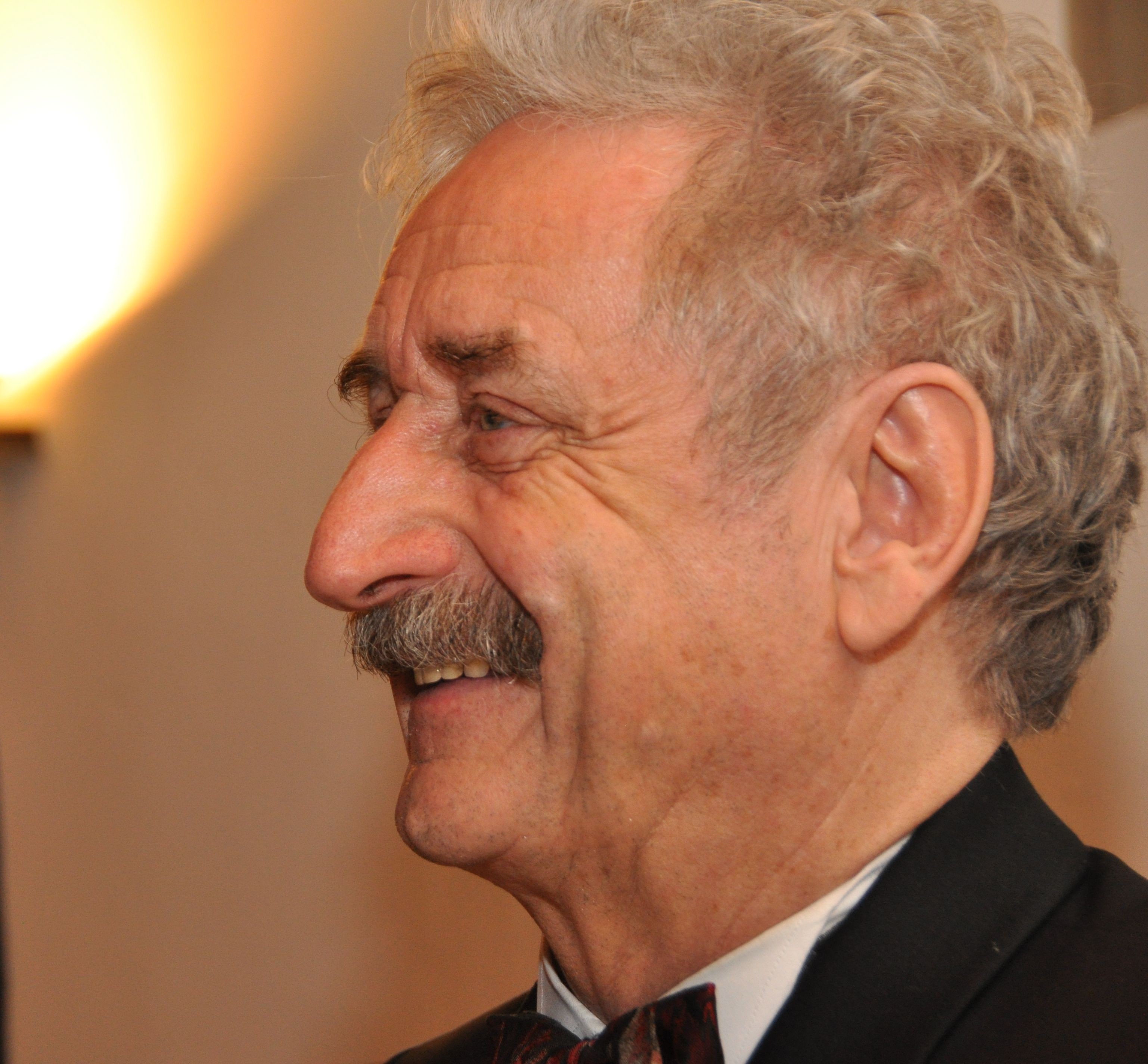
Ludwig Güttler (2015 in Koblenz)

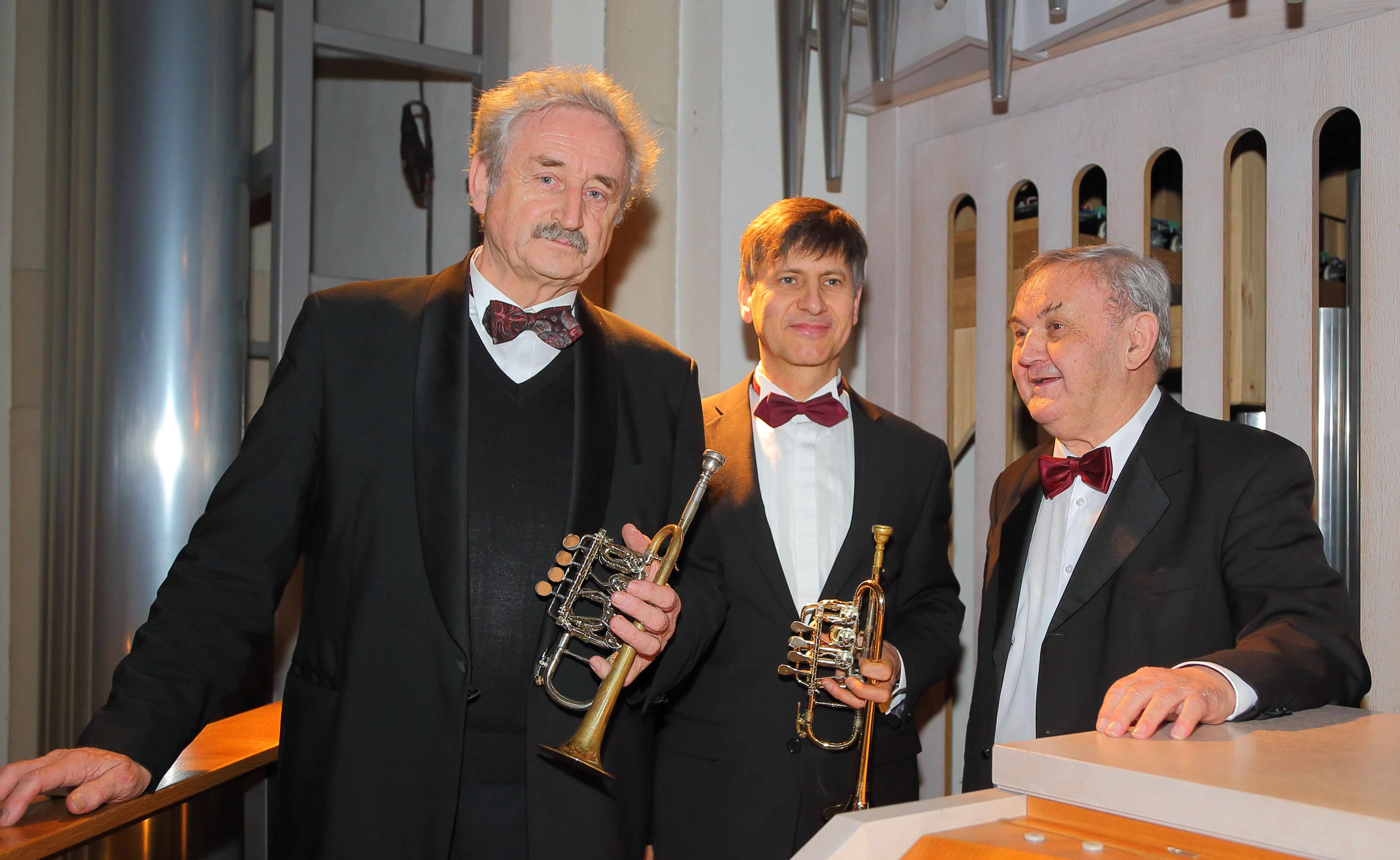
Ludwig Güttler zusammen mit Volker Stegmann (Mitte) und Friedrich Kircheis (2016 nach einem Konzert in der Mettinger Pfarrkirche St. Agatha)

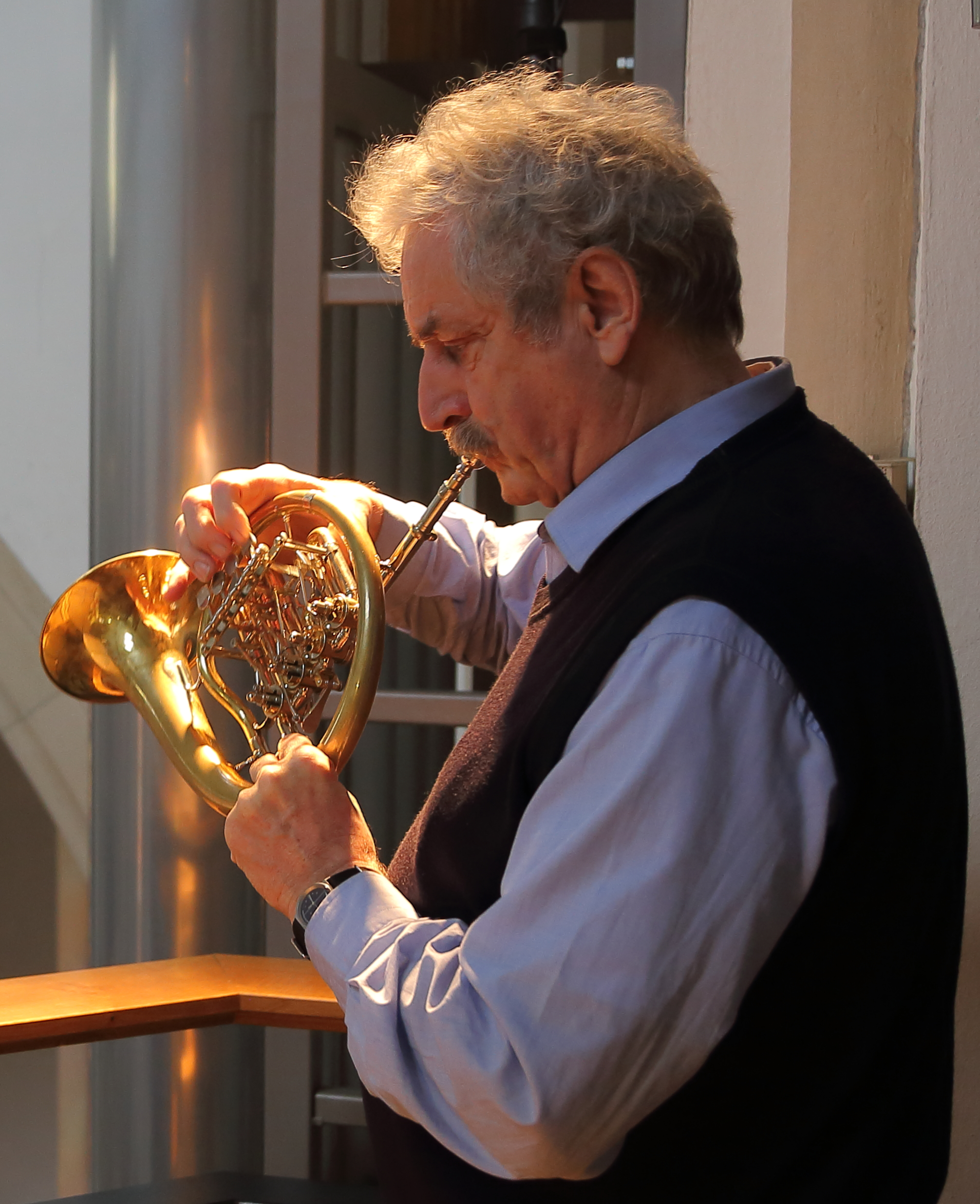
Güttler mit seinem Corno da caccia

Ludwig Güttler, OBE (* 13. Juni 1943 in Sosa im Erzgebirge) ist ein deutscher Trompeter und Dirigent im Ruhestand. Er galt in seiner aktiven Zeit als einer der weltweit führenden Trompeten-Virtuosen.

## Leben
Ludwig Güttler bekam als Fünfjähriger eine Ziehharmonika geschenkt und konnte bereits nach wenigen Tagen die ersten Lieder spielen. Er lernte außerdem Klavier, Flöte und Cello. Als Oberschüler begeisterte er sich für die Trompete. Bei der Wahl, ob er Cellist oder Trompeter werden sollte, half ihm sein Lehrer mit dem Hinweis, dass der Markt für sehr gute Cellisten wesentlich umkämpfter sei als für sehr gute Trompeter.
Nach seinem Studium bei Armin Männel an der Hochschule für Musik „Felix Mendelssohn Bartholdy“ in Leipzig waren die Stationen seiner Laufbahn zwischen 1965 und 1990 das Händelfestspielorchester in Halle (Saale) (1965–1969), die Dresdner Philharmonie (1969–1980) und die Hochschule für Musik Carl Maria von Weber Dresden, wo er eine ordentliche Professur für Trompete innehatte. Daneben unterrichtete er beim jährlich stattfindenden Internationalen Musikseminar in Weimar.
Seit Mitte der 1970er Jahre war Güttler überwiegend als Solist und später auch Dirigent im In- und Ausland tätig. Er widmet sich dabei hauptsächlich der Trompetenliteratur des 18. Jahrhunderts. Sein besonderer Arbeitsschwerpunkt ist die hochgestimmte Piccolotrompete für die Wiedergabe von Partien für die eigentliche Barocktrompete. Ferner war er an der Entwicklung eines modernen Blechblasinstrumentes beteiligt, das zur Wiedergabe von Partien für das historische Corno da caccia dienen sollte. Hergestellt wurde das Instrument durch den Blechblasinstrumentenbaumeister Friedbert Syhre in Leipzig.
Güttler spielte zusammen mit dem Neuen Bachischen Collegium Musicum unter Max Pommer zahlreiche Trompetenkonzerte ein, auch mit seinem langjährigen Orgel- und Cembalopartner Friedrich Kircheis verbindet ihn eine Zusammenarbeit und Konzerttätigkeit. Eine große Zahl von Schallplatteneinspielungen Güttlers entstanden bei Eterna, viele in Koproduktion mit „Capriccio“, nach 1990 dann bei Berlin Classics, später auch bei Carus. Insgesamt sind rund 100 Tonträger mit Ludwig Güttler als Bläser oder Dirigent erschienen.
Güttler gründete 1976 das Leipziger Bach-Collegium, 1978 das Blechbläserensemble Ludwig Güttler und 1985 das Kammerorchester Virtuosi Saxoniae, dessen Leiter er ist. Außerdem ist er musikalischer Leiter der Festivals „Sandstein und Musik“ in der Sächsischen Schweiz und der „Musikwoche Hitzacker“.
Mit zwei Konzerten in der Frauenkirche in Dresden und in der St.-Bartholomäus-Kirche in Röhrsdorf bei Meißen im Dezember 2022 beendete Güttler seine Laufbahn als Trompeter.
Güttler ist Mitglied der Sächsischen Akademie der Künste.

### Privates
Ludwig Güttler hat fünf Kinder: drei Söhne aus erster Ehe, u. a. den Dirigenten Michael Güttler und den Tonmeister und Produzenten Bernhard Güttler, und zwei Töchter aus zweiter Ehe. Er ist in vierter Ehe verheiratet. Er lebt in Dresden-Altstadt und in Kärnten (Österreich).

### „Stasi“-Vorwurf
1992 sah sich Güttler in der Presse mit Vorwürfen konfrontiert, er sei Inoffizieller Mitarbeiter der Staatssicherheit gewesen. Demnach soll er im September 1979 als IM „Friedrich“ angeworben und bis Januar 1983 für die Staatssicherheit aktiv gewesen sein. Den Inhalt der aufgefundenen Akte bezeichnete Güttler damals als gefälscht, da die dort protokollierten Treffen gemäß seinen eigenen handschriftlichen Unterlagen und auch aus dem Grund, dass er zu den in den Akten genannten Zeiten öffentlich zugängliche Konzerte gab, zeitlich und auch geographisch nicht möglich gewesen seien. Außerdem waren Personenangaben in den Akten fehlerhaft. Eine von ihm erstattete Strafanzeige stellte die Staatsanwaltschaft ein. Es wurde festgestellt, dass die Akten von der Stasi angelegt waren. („Das Papier war echt.“) Zum Wahrheitsgehalt der in den Akten beschriebenen Vorgänge konnte die Staatsanwaltschaft Leipzig kein Urteil abgeben. Nach Einschätzung der BStU handelt es sich bei der insgesamt 266-seitigen Akte „eindeutig um Unterlagen zu einem Inoffiziellen Mitarbeiter“. Güttler wurde von 1969 bis 1989 dauerhaft durch Operative Vorgänge (OV) von der Staatssicherheit überwacht – inkl. Operativer Personenkontrolle (OPK). Nach Einschätzung der BStU handelt es sich bei der insgesamt 5000-seitigen Akte „eindeutig um eine Opferakte“.

## Auszeichnungen
- 1978 und 1985: Nationalpreis der DDR[7] (1989 gab er den Nationalpreis zurück.)
- 1983: Schallplattenpreis der Deutschen Phonoakademie Hamburg als „Entdeckung des Jahres“
- 1988: Georg-Philipp-Telemann-Preis der Landeshauptstadt Magdeburg
- 1989: Frankfurter Musikpreis
- 1989: Händel-Preis, Halle
- 1992: Konrad-Adenauer-Preis der Konrad-Adenauer-Stiftung in Gold für Verdienste um den Wiederaufbau der Dresdner Frauenkirche[8]
- 1996: ECHO Klassik
- 1996: Deutscher Stifterpreis[9]
- 2004: Johann Walter Plakette
- 2005: Sächsische Verfassungsmedaille
- 2007: Großes Verdienstkreuz des Verdienstordens der Bundesrepublik Deutschland
- 2007: Officer of the Order of the British Empire
- 2015: Großes Goldenes Ehrenzeichen für Verdienste um das Bundesland Niederösterreich[10]
- 2017: Sächsischer Verdienstorden
- 2021: Silvesterorden

## Engagement

### Dresdner Frauenkirche
Nach der deutschen Wiedervereinigung wurde Ludwig Güttler Vorsitzender der Gesellschaft zur Förderung des Wiederaufbaus der Frauenkirche Dresden e. V. und Kurator der Stiftung Frauenkirche Dresden. Für sein Engagement beim Wiederaufbau der Dresdner Frauenkirche wurde er im September 2007 von Bundespräsident Horst Köhler mit dem Großen Verdienstkreuz des Verdienstordens der Bundesrepublik Deutschland geehrt. Am 26. Mai 2005 wurde ihm von Landtagspräsident Erich Iltgen die Sächsische Verfassungsmedaille verliehen.
Queen Elisabeth II. verlieh ihm im November 2007 „in Anerkennung seiner Verdienste um den Wiederaufbau der Frauenkirche und seinen bedeutsamen Beitrag für die Versöhnung beider Völker“ bei diesem Projekt den Orden „Officer of the Order of the British Empire (OBE)“ des britischen Ritterordens Order of the British Empire. In der Dresdner Frauenkirche gab Güttler an seinem 70. Geburtstag ein Festkonzert.

### Weltkulturerbe in Dresden
2006 und in den Folgejahren meldete sich Güttler im Dresdner Brückenstreit um die Waldschlößchenbrücke zu Wort, indem er den unbedingten Erhalt des Titels Welterbe Dresdner Elbtal forderte.

### Kinderhospiz Bethel
Ludwig Güttler ist seit Januar 2010 offizieller Pate des Kinderhospizes Bethel.